# VfB Habinghorst
Der VfB Habinghorst (offiziell: Verein für Bewegungsspiele Habinghorst 1920 e. V.) ist ein Fußballverein aus Castrop-Rauxel im Kreis Recklinghausen. Die Fußballmannschaft spielte acht Jahre in der höchsten westfälischen Amateurliga. Heimspielstätte des Vereins ist die Kampfbahn Habichthorst in Habinghorst.

## Geschichte
Der Verein wurde im Jahre 1920 gegründet. Die erste Mannschaft schaffte im Jahre 1952 den Aufstieg in die Landesliga Westfalen, die seinerzeit höchste westfälische Amateurliga. Zwei Jahre später wurde der VfB Meister der Gruppe 3 und belegte bei der anschließenden Westfalenmeisterschaft den vierten Platz. Im Jahre 1956 verpasste die Mannschaft als Siebter zunächst die direkte Qualifikation für die neu geschaffene Verbandsliga Westfalen. Mit den Siebten der vier Parallelstaffeln mussten die Habinghorster in eine Relegationsrunde um zwei freie Plätze.
Diese beendete die Mannschaft punktgleich mit Borussia Lippstadt und dem Hombrucher FV 09, so dass eine weitere Entscheidungsrunde nötig wurde. Diese konnte der VfB als Erster für sich entscheiden. In der Verbandsliga kämpfte die Mannschaft gegen den Abstieg und erreichte 1958 mit Rang elf den sportlichen Zenit. Zwei Jahre später stieg der VfB aus der Verbandsliga ab, rutschte 1962 hinunter in die Bezirksklasse, wo die Mannschaft in der folgenden Saison in die Kreisklasse durchgereicht wurde.
Mitte der 1960er Jahre scheiterte eine geplante Fusion mit der SG Castrop-Rauxel. Der VfB konnte sich dennoch wieder aufrappeln und stieg im Jahre 1970 erneut in die Landesliga auf. Dort wurde die Mannschaft 1973 mit einem Punkt Rückstand auf die DJK Hellweg Lütgendortmund Vizemeister. Zwei Jahre später verpasste der VfB den Verbandsligaaufstieg nach einer Entscheidungsspielniederlage gegen die Amateure des VfL Bochum. 1978 wurde der Aufstieg erneut verpasst, als die Habinghorster einen Punkt Rückstand auf die Amateure des FC Schalke 04 aufwiesen.
1987 stieg der VfB in die Bezirksliga ab und rutschte zwei Jahre in die Kreisliga A hinunter. 1998 ging es wieder rauf in die Bezirksliga. Von 2007 bis 2011 spielten die Habinghorster noch einmal in der Landesliga, ehe es zurück in die Bezirksliga ging. Zwei Jahre später folgte der Abstieg in die Herner Kreisliga A, wo der VfB in der Saison 2013/14 Vizemeister hinter dem FC Frohlinde wurde. Drei Jahre später stieg der VfB in die Kreisliga B ab und schaffte 2019 den Wiederaufstieg.

## Persönlichkeiten
- Michael Esser
- Gökhan Gül
- Mathias Schipper